# Château de Bornheim
Le château de Bornheim (Schloß Bornheim) est un château construit entre 1728 et  1732 par Johann Conrad Schlaun à Bornheim en Rhénanie (arrondissement de Rhin-Sieg), près de Bonn.

## Histoire
Le château est construit dans le style d'une maison de plaisance (Lustschloss) baroque pour le baron de Waldbott-Bassenheim. Il reste quelques fondations de l'ancienne maison fortifiée. Le corps de logis de pierre est coiffé d'une toiture à la Mansart et orné au milieu de la façade d'un fronton à la grecque au-dessus d'un petit balcon surmontant l'entrée.

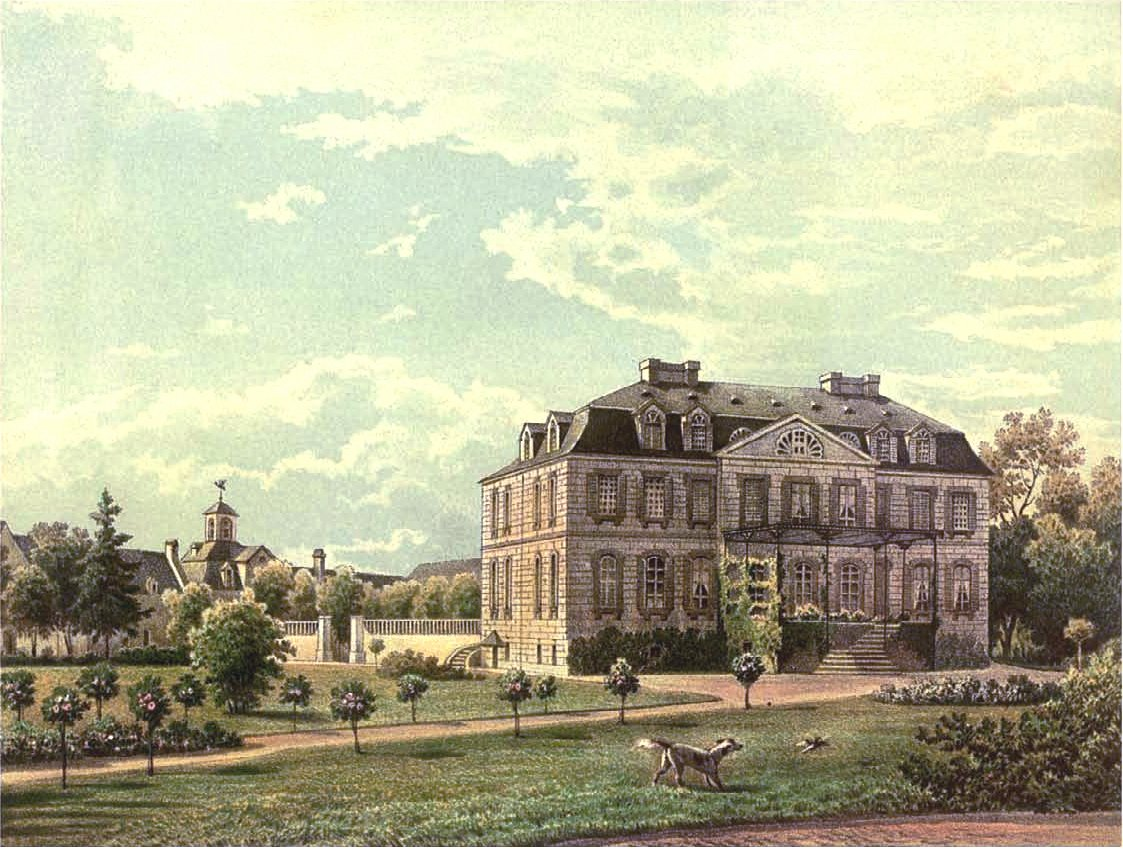
Façade du côté jardin vers 1860 (recueil Duncker)

Les propriétaires se succèdent au XIXe siècle. Le baron Gerhard von Carnap l'acquiert en 1826, le comte Wenzel Clemens von Boos-Waldeck en 1859, et le baron Heinrich von Diergardt en 1872, dont les descendants sont toujours les propriétaires du château actuellement.